# دانيال لوري
دانيال لوري (بالإنجليزية: Danielle Lawrie)‏ هي لاعبة كرة لينة أمريكية، ولدت في 11 أبريل 1987 في برنابي في كندا.

## وصلات خارجية
- دانيال لوري على موقع أوليمبيديا (الإنجليزية)
- دانيال لوري على موقع اللجنة الأولمبية الكندية (الإنجليزية)